# Baltruschen
Baltruschen, 1938 bis 1945: Sorgenfelde, litauisch Baltrušiai, ist ein verlassener Ort im Rajon Krasnosnamensk der russischen Oblast Kaliningrad.
Die Ortsstelle befindet sich fünf Kilometer nordwestlich von Kutusowo (Schirwindt) am Rande des Hochmoores Bolschije Kusty „Große Sträucher“ (dt. Große Plinis, auch Königsbruch genannt) und ist über einen Weg zu erreichen, der von der Regionalstraße 27A-012 (ex R 509) bei der Ortsstelle des verlassenen Dorfes Pieragen/Niklashagen nach Norden abzweigt.

## Geschichte

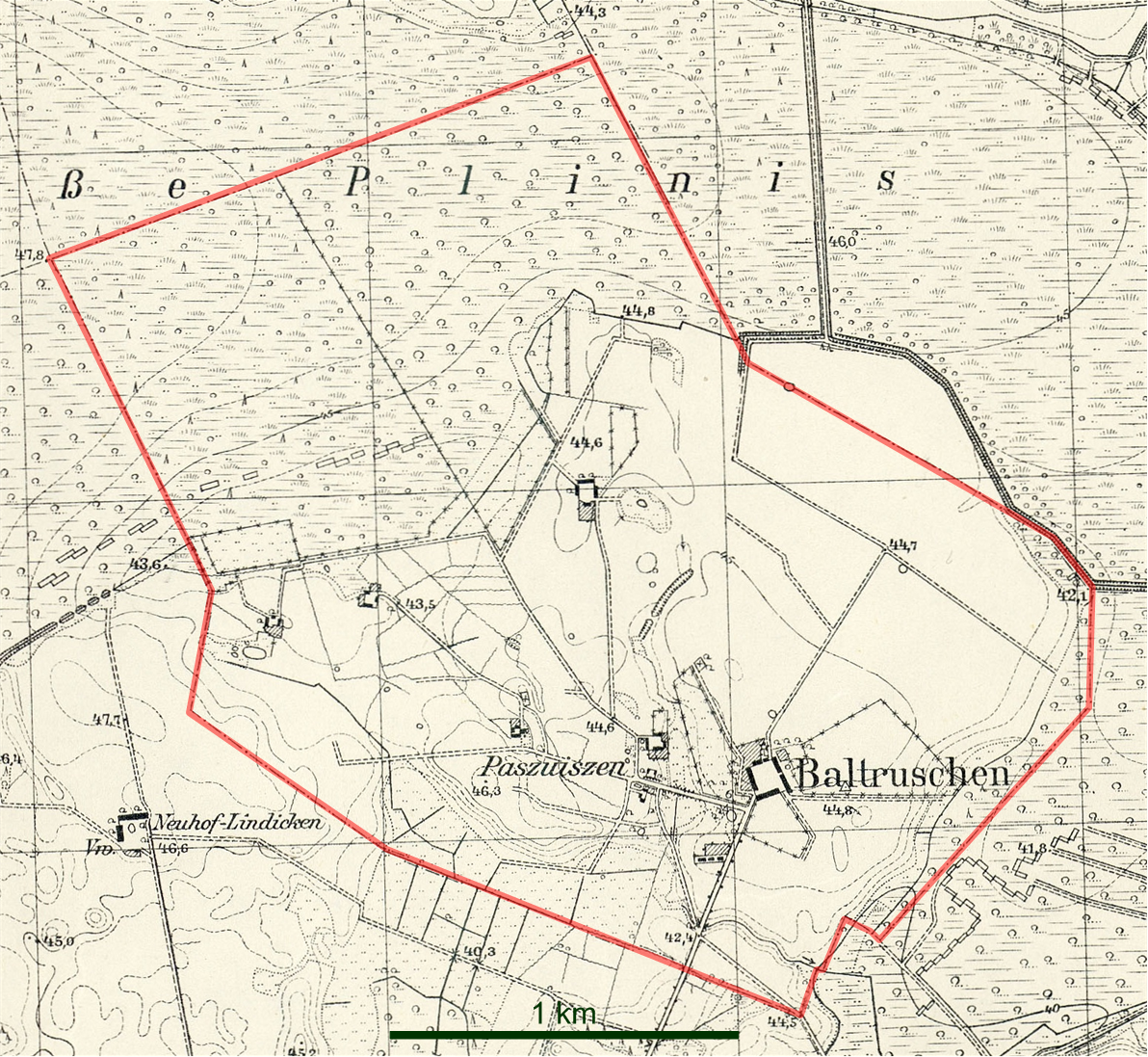
Die Gemeinde Baltruschen auf einem Messtischblatt von 1936

Baltruschen war um 1780 ein Schatullort. 1874 wurde die Landgemeinde Baltruschen in den neu gebildeten Amtsbezirk Schirwindt im Kreis Pillkallen eingegliedert. 1923 wurde die Landgemeinde Paszuiszen (s. u.) an die Landgemeinde Baltruschen angeschlossen (wobei der Anschluss eigentlich umgekehrt erfolgte, aber der Name der kleineren Gemeinde übernommen wurde). 1938 wurde Baltruschen in Sorgenfelde umbenannt. 1945 kam der Ort in Folge des Zweiten Weltkrieges mit dem nördlichen Ostpreußen zur Sowjetunion. Einen russischen Namen erhielt er nicht mehr.

### Einwohnerentwicklung
| Jahr | Einwohner | Bemerkungen               |
| ---- | --------- | ------------------------- |
| 1867 | 31        |                           |
| 1871 | 30        |                           |
| 1885 | 13        |                           |
| 1905 | 9         |                           |
| 1910 | 7         |                           |
| 1933 | 90        | einschließlich Paszuiszen |
| 1939 | 69        |                           |

### Paszuiszen
Der westlich von Baltruschen gelegene im Unterschied zum zunächst Groß Paszuiszen genannten Nachbarort Lindicken zunächst mit Klein Paszuiszen oder auch mit Warupatschen bezeichnete Ort war um 1780 ein königliches Bauerndorf. 1874 kam auch die Landgemeinde Paszuiszen in den Amtsbezirk Schirwindt.

#### Einwohnerentwicklung
| Jahr | Einwohner |
| ---- | --------- |
| 1867 | 109       |
| 1871 | 145       |
| 1885 | 125       |
| 1905 | 79        |
| 1910 | 74        |

## Kirche
Baltruschen/Sorgenfelde und Paszuiszen gehörten zum evangelischen Kirchspiel Schirwindt.